# Basilius Steidle
Basilius Augustin Steidle, osb, (8 mars 1903 - 9 février 1982) est un théologien bénédictin allemand et un spécialiste de patrologie.

## Biographie
Steidle est élève de l'école de l'abbaye d'Emmaüs de Prague de 1914 à 1918. Il entre à l'archi-abbaye de Beuron en 1923 et l'année suivante il commence ses études à l'athénée pontifical Saint-Anselme à Rome. Il en sort docteur de théologie en 1930. Il est professeur à l'école de Beuron de 1930 à 1952 à l'époque du Mouvement liturgique. Il est d'abord professeur de dogmatique, puis à partir de 1933 de patrologie.
Il doit servir sous les armes pendant la Seconde Guerre mondiale et retourne à Beuron. En 1952, il est nommé professeur à Saint-Anselme, puis directeur de l'Institut d'Études monastiques de Saint-Anselme. Il est nommé professeur émérite en 1968.